# Carlos Ruiz
Carlos Humberto Ruiz Gutiérrez (Città del Guatemala, 15 settembre 1979) è un ex calciatore ed ex giocatore di calcio a 5 guatemalteco, di ruolo attaccante.
È soprannominato El Pescadito (in italiano "il piccolo pesce").

## Carriera

### Club

#### Inizi
Ruiz ha iniziato la sua carriera calcistica nel club locale, il Municipal. Nel 2000 si è trasferito in Europa per giocare per un breve periodo a fianco del connazionale Guillermo Ramírez nel club greco del PAS Giannina. Tornato in America ha firmato un contratto con il Los Angeles Galaxy nel gennaio 2002.

#### Los Angeles Galaxy
Nella sua stagione di debutto Ruiz ha segnato 24 gol che hanno portato il Los Angeles Galaxy alla MLS Cup. È stato nominato MLS Most Valuable Player quell'anno. Nei play-off ha segnato 8 gol.

#### Dallas
Nel 2005, quando Landon Donovan ha espresso il suo desiderio di tornare alla Major League Soccer, il Los Angeles Galaxy ha ceduto Ruiz al Dallas per avere la prima posizione nella gerarchia MLS, in modo da poter acquisire Donovan. Ruiz ha terminato il suo primo anno a Dallas, con 11 gol e 2 assist. Durante la postseason, Ruiz ha segnato 2 gol nella partita di ritorno contro i Colorado Rapids, ma il Dallas è stato eliminato dopo i rigori.
Nel febbraio del 2006, la MLS ha completamente comprato i diritti del contratto dalla sua ex squadra e il Dallas è stato in grado di negoziare un accordo pluriennale.

#### Ritorno a Los Angeles
Dopo la conclusione della stagione 2007, Ruiz non voleva rimanere a Dallas ma tornare a Los Angeles. I precedenti tentativi di produrre un accordo non riuscirono in quanto il giocatore era quello designato come eccezione al salary cap e nel Los Angeles Galaxy erano nella stessa situazione Landon Donovan e, ovviamente, David Beckham. Nel gennaio 2008, il Dallas ha ceduto Ruiz al Los Angeles Galaxy per una cifra non resa nota e per la seconda posizione nel successivo MLS SuperDraft.
In apertura della stagione, però, Ruiz ha subito un infortunio al ginocchio e non ha potuto giocare per più di un mese. Mentre Ruiz era infortunato il Los Angeles Galaxy ha trovato un inaspettato potenziale in Edson Buddle e anche dopo essere ritornato a disposizione, Ruiz è stato escluso dalla formazione per una partita di alto livello contro il D.C. United. Ha segnato il suo primo gol della stagione 2008 il 19 luglio, in una partita contro i New York Red Bulls.

#### Toronto
Ruiz è stato venduto il 19 agosto 2008 al Toronto FC. Qui ha giocato solo cinque partite, in cui non ha segnato nessun gol. È stato svincolato dal Toronto all'inizio del 2009 per far posto a Dwayne De Rosario.

#### Olimpia Asunción
Il 31 gennaio 2009 ha firmato un contratto con l'Olimpia Asunción, club paraguaiano, su richiesta dell'allora allenatore Ever Almeida. Ha segnato 10 gol ed era un beniamino dei tifosi. Una delle sue partite più memorabili fu quella contro il Cerro Porteño nel derby in cui l'Olimpia Asunción vinse 2-0. Inoltre, ha segnato una tripletta contro il Rubio Ñu in una vittoria per 5-3 dell'Olimpia Asunción.

#### Puebla
Il 30 giugno 2009 ha firmato un contratto con il Puebla, richiesto dall'allenatore José Luis Sánchez Sola. Il 25 luglio 2009, in una partita contro i Tigres, ha segnato il suo primo gol per il Puebla su rigore. Indossa il numero 20, che è lo stesso numero che ha precedentemente indossato nel Los Angeles Galaxy, nell Dallas, e nella Nazionale del Guatemala.

#### Aris Salonicco
Ruiz si è unito all'Aris Salonicco il 12 luglio 2010. Ha fatto il suo debutto il 18 agosto 2010 in un turno di preliminari di Europa League contro l'Austria Vienna. La gara di andata è stata giocata a Salonicco con una sua rete al suo esordio per dare una vittoria all'Aris di 1-0. Nella gara di ritorno, giocata a Vienna, ha segnato di nuovo in un pareggio di 1-1, dando all'Aris Salonicco una vittoria complessiva di un 2-1 e la qualificazione per la fase a gironi.

#### Philadelphia Union
Dopo aver giocato per una stagione all'Aris Salonicco, ritorna nella Major League Soccer con il Philadelphia Union il 22 febbraio 2011. Il 26 marzo ha segnato il gol della vittoria nella gara di apertura della stagione 2011 contro i Vancouver Whitecaps.

#### Veracruz
Il 3 agosto 2011, ritorna in Messico con il Veracruz.

#### DC United
Nel gennaio del 2013 torna in Major League Soccer nelle file del D.C. United.

#### Municipal
Dopo 19 anni ritorna in Guatemala nella sua ex squadra, il Municipal.

#### Fc Dallas
Nel 2016 torna a militare in Major League Soccer per poi ritirarsi nel 2017

### Nazionale

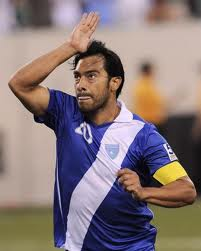
Carlos Ruiz con la nazionale guatemalteca

In totale Ruiz ha disputato 133 partite e segnato 68 gol con la nazionale guatemalteca e ha giocato le partite di qualificazione per la Coppa del Mondo FIFA del 2002, 2006, 2010, 2014 e 2018. Ha giocato la sua prima partita internazionale l'11 novembre 1998, in un'amichevole contro il Messico, e ha realizzato il suo primo gol contro El Salvador nella Coppa delle Nazioni UNCAF del 1999.
Dopo aver segnato 8 gol in 9 partite nel corso della qualificazione al Mondiale del 2002, Ruiz è diventato il punto forte del Guatemala nelle qualificazioni per il Mondiale del 2006.
Il 14 giugno 2008, segnando 4 gol contro Saint Lucia nella partita inaugurale per le qualificazioni alla Coppa del Mondo 2010, Ruiz ha superato Juan Carlos Plata come miglior marcatore della Nazionale guatemalteca. Ruiz raggiunse 39 gol complessivi, 4 più del totale di Plata. Ruiz divenne anche il primo giocatore del Guatemala a segnare 4 reti in una partita di qualificazione per il Mondiale.
Con la nazionale guatemalteca di calcio a 5 ha disputato il FIFA Futsal World Championship 2000 in cui la selezione centroamericana è stata eliminata nel girone del primo turno comprendente Brasile, Portogallo e Kazakistan.

## Palmarès

### Calcio

#### Club
- Campionato guatemalteco: 2

CSD Municipal: 2000, 2002
- Campionato MLS: 1

Los Angeles Galaxy: 2002
- U.S. Open Cup: 1

FC Dallas: 2016
- MLS Supporters' Shield: 1

FC Dallas: 2016

#### Individuale
- MVP della Major League Soccer: 1

2002
- Capocannoniere della Major League Soccer: 2

2002 (24 gol), 2003 (15 gol a pari merito con Taylor Twellman)